# Lactarius romagnesii
Lactarius romagnesii é um fungo que pertence ao gênero de cogumelos Lactarius na ordem Russulales. Encontrado na Europa, foi descrito cientificamente por Marcel Bon em 1979.